# 中央瀑布 (罗得岛州)
中央瀑布（英語：Central Falls）是美国羅德島州普羅維登斯縣的一個城市。東臨布拉克斯東河，面積3.3平方公里。根據美國2000年人口普查，人口19,159人。
1730年設鎮，1895年建市。以河上的瀑布命名。

## 外部链接

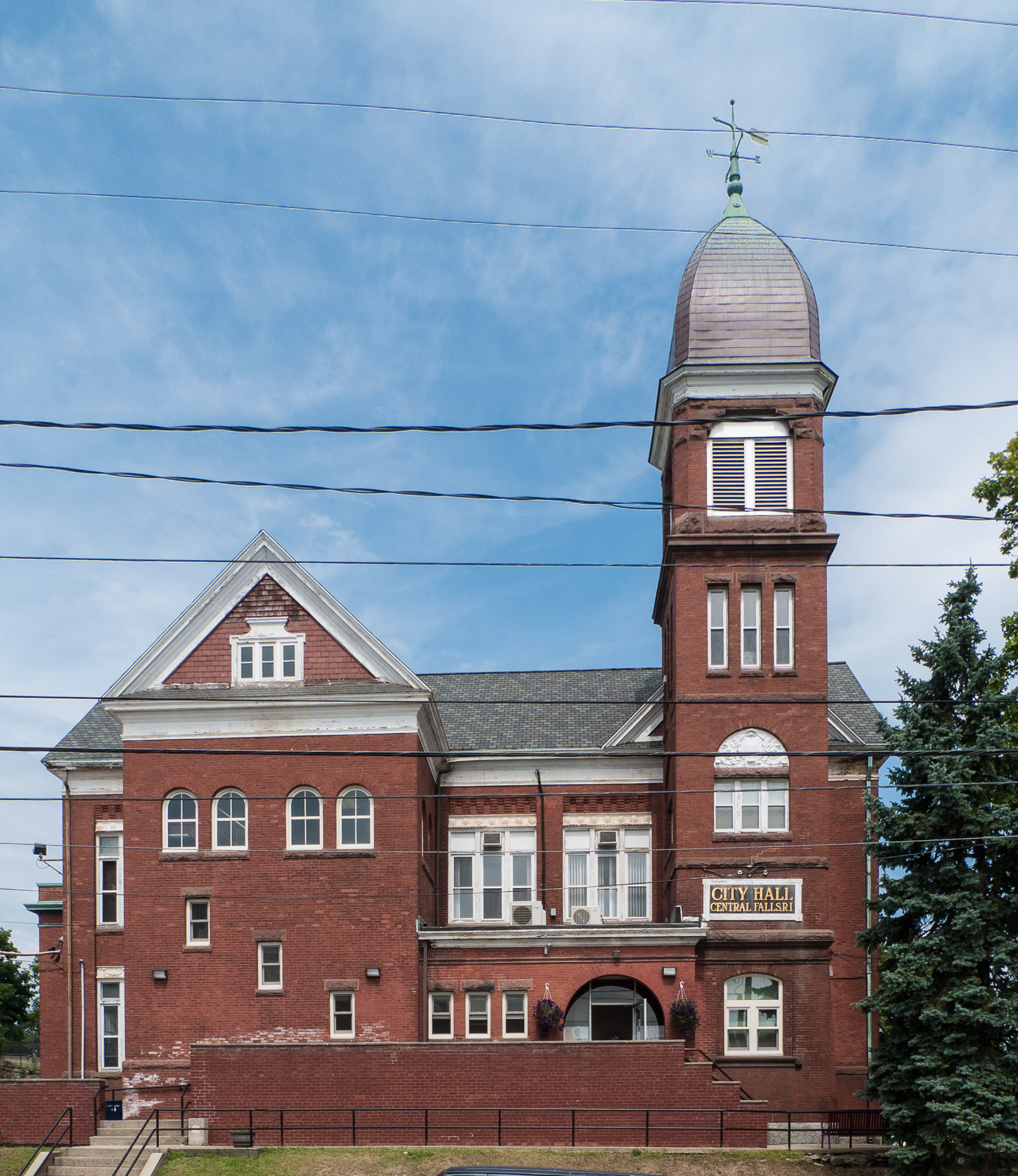